# Ben Segal
Ben Segal é um cientista da computação.
Ben Segal foi induzido em 2014 no Internet Hall of Fame.